# Herb Serocka
Herb Serocka – jeden z symboli miasta Serock i gminy Serock w postaci herbu.

## Wygląd i symbolika
Herb przedstawia na błękitnej tarczy herbowej postać świętego Wojciecha w ubiorze biskupim. Święty ma złoty ornat i mitrę, z czerwonym pasem pośrodku, szatę spodnią – białą albę. Twarz i ręce są barwy białej, obuwie – barwy złotej. W prawej ręce trzyma złoty pastorał oparty o ziemię, lewą rękę ma zgiętą i opartą na piersiach. Po heraldycznie prawej stronie świętego widnieje złota wielka litera „S” (jako skrót łacińskiego słowa sanctus - święty), a po stronie lewej - złota wielka litera „A” (skrót słowa Adalbertus - Wojciech).

## Historia
Herb został przyjęty Uchwałą Nr 92/XVI/95 Rady Miejskiej w Serocku z dnia 22 kwietnia 1995 roku.